# Reino da Valáquia
O "Reino da Valáquia" (em tcheco/checo:  Valašské Kralovství), é uma tongue-in-cheek micronação que foi fundada em 1997 pelo fotógrafo Tomáš Harabiš como um "elaborada brincadeira". A localização é no nordeste da República checa, a 230 quilômetros de Praga. Desde a fundação de um relato de 80.000 cidadãos checos têm adquirido "Passaportes Valaquianos".
Após a proclamação do Reino da Valáquia em 1997, o ator Bolek Polívka foi entronizado como Rei Boleslav I o Gracioso com sua coroação ocorrendo em uma luxuosa cerimônia em 2000. O "Governo", conduzido por Tomáš Harabiš estabelecida por instituições do estado e com passaporte para cerca de 80.000 checos. Uma nova moeda, o Jurovalsar, foi lançado, que foi indexada ao euro a uma taxa de 1:1. Entusiasmado, tentou forjar laços oficiais com outros países, até agora, foi decepcionante e o Reino da Valáquia não goza diplomáticas formais de reconhecimento.

## Crise constitucional de 2001
Em 2001, o "governo" do Rei Boleslav em um golpe de estado acusando o monarca de comportar-se inconstitucionalmente, pela exigência de 1.000.000 de coroa checa por seus serviços. em 2001 coroaram Vladimír Zháněl como Rei Vladimír II. Desde então, o ex-rei, Bolek Polívka, apelou para o tribunal superior checo.

### "Reis da Valáquia"
- Boleslav I, 1997-2001 (deposto).
- Vladimír II, de 2001–presente.